# Литвиново (Смоленская область)
Литвиново — деревня в Краснинском районе Смоленской области России. Входит в состав Малеевского сельского поселения. Население — 1 житель (2007 год). 
Расположена в западной части области в 16 км к юго-востоку от Красного, в 19 км южнее автодороги Р135 (Смоленск - Красный - Гусино), на берегу реки Ляховка. В 34 км северо-западнее деревни расположена железнодорожная станция «Гусино» на линии Москва — Минск.

## История
В годы Великой Отечественной войны деревня была оккупирована гитлеровскими войсками в июле 1941 года, освобождена в сентябре 1943 года.